# Bhundu Boys
Die Bhundu Boys waren eine Musikgruppe aus Harare, Simbabwe. Die Band verband Chimurenga mit Rock-’n’-Roll-, Disco- und Pop-Einflüssen.

## Bandgeschichte
Die Band wurde 1980 gegründet und wurde in Europa in den 1980er Jahren unter anderem durch John Peel bekannt, den die Musik selbst völlig überwältigt haben soll, als er sie zum ersten Mal hörte. 1993 gehörten sie zu den Begleitmusikern von Latin Quarter auf deren Album Long Pig. Mit ihnen zusammen coverten sie Ring of Fire und Radio Africa.
Bhundu bedeutet Busch. Der Name lehnt sich an die Bhundu Boys an, die bis 1980 auf Seiten von Robert Gabriel Mugabe als Guerilleros für die Unabhängigkeit Simbabwes kämpften. Im Jahr 1985 hatten sie ihren ersten Hit, als Hatisitose drei Monate lang auf Platz 1 in Simbabwe stand.
Von der ursprünglichen Besetzung verstarben David Mankaba 1991, Shepherd Munyama 1992 und Shakespeare Kangwena 1993 an AIDS. Der Sänger Biggie Tembo nahm sich 1995 das Leben.
Rise Kagona starb am 17. September 2024 nach längerer Krankheit im Alter von 62 Jahren.

## Diskografie
- Chekudya Chose (Rugare, 1983)
- Hupenyu Hwangu (Rugare 1984)
- Shabini (DiscAfrique, Afrilp02, 1986)
- Tsvimbodzemoto (DiscAfrique, Afrilp03, 1987)
- True Jit (WEA, 1988)
- Pamberi (WEA, 1989)
- Live at King Tut’s Wah Wah Hut (DiscAfrique, Afrilp007, 1990)
- Friends on the Road (Cooking Vinyl, 1993)
- Muchiyedza (Cooking Vinyl 1997)
- The Shed Sessions (Sadza,  2001)

### Biggie Tembo
- Out of Africa (Cooking Vinyl 1992)